# Antichloris bricenoi
Antichloris bricenoi là một loài bướm đêm thuộc phân họ Arctiinae, họ Erebidae.